# Пригідь
Пригі́дь —  село в Україні, у Закарпатській області, Тячівському районі. Входить до складу Нересницької сільської громади.
Вперше село згадується в письмових джерелах XIX століття.

## Туристичні місця
- Карпатський біосферний заповідник
- полонини
- мінеральні води

## Населення

### Мова
Розподіл населення за рідною мовою за даними перепису 2001 року:
| Мова       | Кількість | Відсоток |
| ---------- | --------- | -------- |
| українська | 662       | 99.85%   |
| російська  | 1         | 0.15%    |
| Усього     | 663       | 100%     |